# Seseli praecox
Seseli praecox är en flockblommig växtart som först beskrevs av Jacques Gamisans, och fick sitt nu gällande namn av Jacques Gamisans. Seseli praecox ingår i släktet säfferötter, och familjen flockblommiga växter. Inga underarter finns listade i Catalogue of Life.